# Darkthrone Holy Darkthrone
Darkthrone Holy Darkthrone (fuld titel: Darkthrone Holy Darkthrone – Eight Norwegian bands paying tribute) er et hyldestalbum til det norske black metal-band Darkthrone, med bidrag fra andre kendte norske black metal-bands. Albummet blev udgivet i 1998 gennem Moonfog Productions. De fleste af sangene er taget fra Darkthrones "sorte trilogi" – A Blaze in the Northern Sky, Under A Funeral Moon og Transilvanian Hunger – men enkelte er fra bandets tidlige tid som dødsmetalband.

## Spor
1. "Kathaarian Life Code" – Satyricon
  - Oprindeligt fra A Blaze in the Northern Sky.
2. "Natassja in Eternal Sleep" – Enslaved
  - Oprindeligt fra Under a Funeral Moon.
3. "The Pagan Winter" – Thorns
  - Oprindeligt fra A Blaze in the Northern Sky.
4. "Cromlech" – Emperor
  - Oprindeligt fra Soulside Journey.
5. "Green Cave Float" – Dødheimsgard
  - Oprindeligt fra 'Goatlord.
6. "Transilvanian Hunger" – Gehenna
  - Oprindeligt fra Transilvanian Hunger.
7. "Slottet i det fjerne" – Gorgoroth[2]
  - Oprindeligt fra Transilvanian Hunger.
8. "To Walk the Infernal Fields" – Immortal
  - Oprindeligt fra Under a Funeral Moon.

## Fodnoter
1. ↑  "Moonfog – artists". Arkiveret fra originalen 13. november 2008. Hentet 3. marts 2009.
2. ↑  Infernus og Tormentor